# Daniela Zini
Daniela Zini (Livigno, 30 maggio 1959) è un'ex sciatrice alpina italiana.

## Biografia

### Stagioni 1975-1980
Specialista delle prove tecniche, Zini si mise in luce ai Campionati italiani del 1975, vincendo due medaglie d'argento, e ottenne il primo risultato internazionale di rilievo il 3 febbraio 1978 ai Mondiali di Garmisch-Partenkirchen 1978, dove si classificò 11ª nello slalom speciale; nella stessa specialità conquistò i primi punti in Coppa del Mondo l'8 gennaio 1979 a Les Gets, giungendo 6ª.
Il 9 gennaio 1980 conquistò a Berchtesgaden il primo podio nel massimo circuito internazionale, 3ª sempre in slalom speciale alle spalle della francese Perrine Pelen e dell'italiana Claudia Giordani; ai successivi XIII Giochi olimpici invernali di Lake Placid 1980, sua prima presenza olimpica, si piazzò 7ª nello slalom speciale e non concluse lo slalom gigante. Nella stessa stagione, il 9 marzo a Vysoké Tatry, conquistò in slalom speciale la prima vittoria in Coppa del Mondo.

### Stagioni 1981-1986
L'8 dicembre 1980 colse il suo unico podio in slalom gigante in Coppa del Mondo, giungendo 2ª dietro alla fuoriclasse svizzera Marie-Theres Nadig sul tracciato di Limone Piemonte, e in quella stagione 1980-1981 fu 3ª nella classifica della Coppa del Mondo di slalom speciale. Ai Mondiali di Schladming 1982 vinse la medaglia di bronzo nello slalom speciale - unica medaglia italiana in quell'edizione iridata - e si classificò 7ª nello slalom gigante e 8ª nella combinata.
Il 23 gennaio 1984 vinse la sua seconda e ultima gara di Coppa del Mondo, lo slalom speciale disputato a Limone Piemonte; ai XIV Giochi olimpici invernali di Sarajevo 1984, sua ultima presenza olimpica, fu 25ª nello slalom gigante e 9ª nello slalom speciale. Il 14 gennaio 1985 a Pfronten giunse per l'ultima volta sul podio in Coppa del Mondo, classificandosi 3ª in slalom speciale dietro alla compagna di squadra Paoletta Magoni e all'elvetica Brigitte Oertli; ottenne l'ultimo piazzamento in carriera il 18 marzo 1986, quando si piazzò al 15º posto nello slalom speciale di Coppa del Mondo che si tenne a Waterville Valley.

## Palmarès

### Mondiali
- 1 medaglia:
  - 1 bronzo (slalom speciale a Schladming 1982)

### Coppa del Mondo
- Miglior piazzamento in classifica generale: 9ª nel 1980
- 11 podi:
  - 2 vittorie (entrambe in slalom speciale)
  - 4 secondi posti (1 in slalom gigante, 3 in slalom speciale)
  - 5 terzi posti (tutti in slalom speciale)

#### Coppa del Mondo - vittorie
| Data            | Località        | Paese          | Specialità |
| --------------- | --------------- | -------------- | ---------- |
| 9 marzo 1980    | Vysoké Tatry    | Cecoslovacchia | SL         |
| 23 gennaio 1984 | Limone Piemonte | Italia         | SL         |

Legenda:

SL = slalom speciale

### Campionati italiani
- 16 medaglie[3][4][5][6][7]:
  - 6 ori (slalom speciale nel 1980; slalom speciale nel 1981; slalom gigante, slalom speciale, combinata nel 1982; slalom gigante nel 1984)
  - 7 argenti (slalom speciale, combinata nel 1975; slalom speciale nel 1979; slalom gigante nel 1981; slalom gigante, slalom speciale nel 1983; slalom speciale nel 1984)
  - 3 bronzi (slalom speciale nel 1976; combinata nel 1977; slalom gigante nel 1979)